# 인천향교
인천향교(仁川鄕校)는 인천광역시 미추홀구 문학동에 있는 조선시대 향교이다. 1990년 11월 9일 인천광역시의 유형문화재 제11호로 지정되었다.

## 개요
향교는 성현의 위패를 모시고 제사지내며, 지방 백성들의 교육을 담당하기 위해 국가에서 세운 교육기관이다. 조선시대에는 국가로부터 토지·노비·책 등을 지급받아 학생들을 가르쳤다.
이 향교는 조선시대 당시 지방 학생들을 위한 학교 기능을 수행했으며, 처음 건축된 시기는 확인하기가 어려우며, 《동국여지승람》에 따르면 최항의 중수기가 있는 것으로 보아 세조 이전에 설립된 것으로 추정된다. 지금 남아있는 주요 건물은 조선 후기에 지은 것으로 보이며, 1976년에 대성전·명륜당·삼문 등을 고쳤다.
현재 대성전·동무·서무·명륜당·동재·서재 등이 남아있다. 뒤쪽에는 제사 공간을 이루는 대성전과 동무·서무가 있고, 내삼문을 경계로 앞쪽에는 교육 공간인 명륜당과 학생들의 기숙사인 동재·서재가 있어, 전학후묘의 배치 형식을 볼 수 있다.
향교에서는 인성 및 예절교육 등 전통문화를 가르치는 교육은 물론 성현의 위패를 모시고 제사를 지내는 기능을 현재까지 이어오고 있다.

## 사진

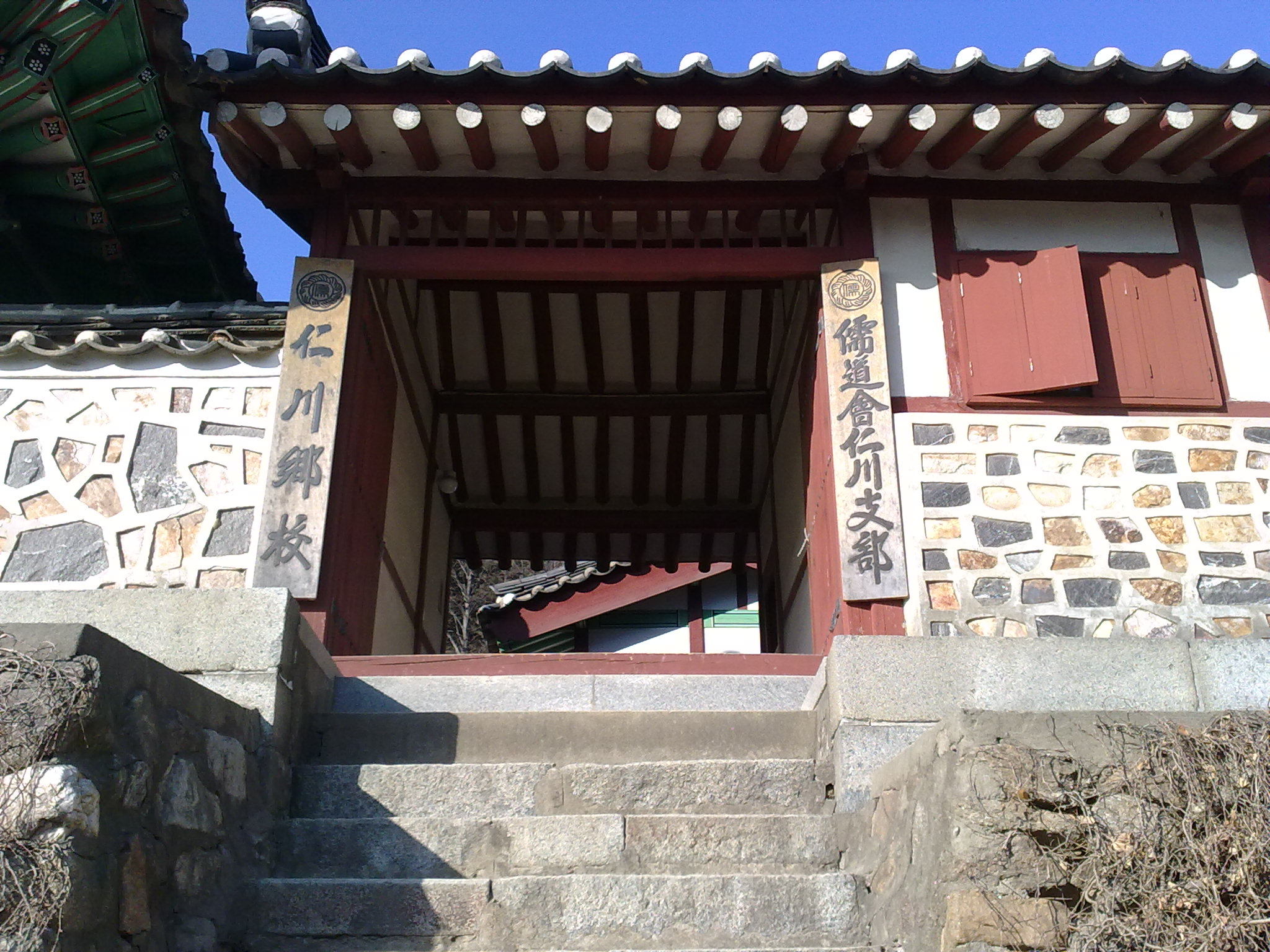
명판
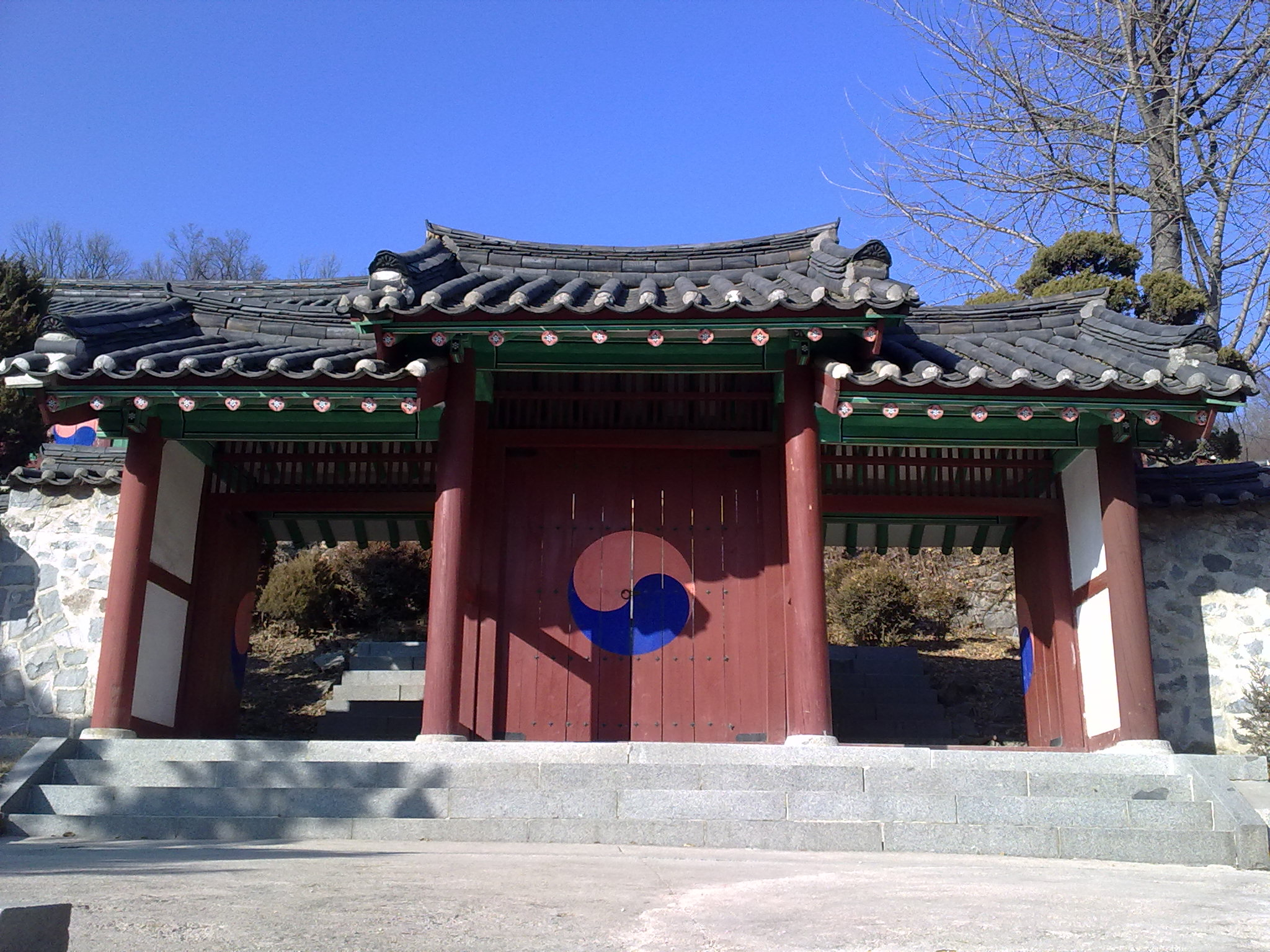
외삼문
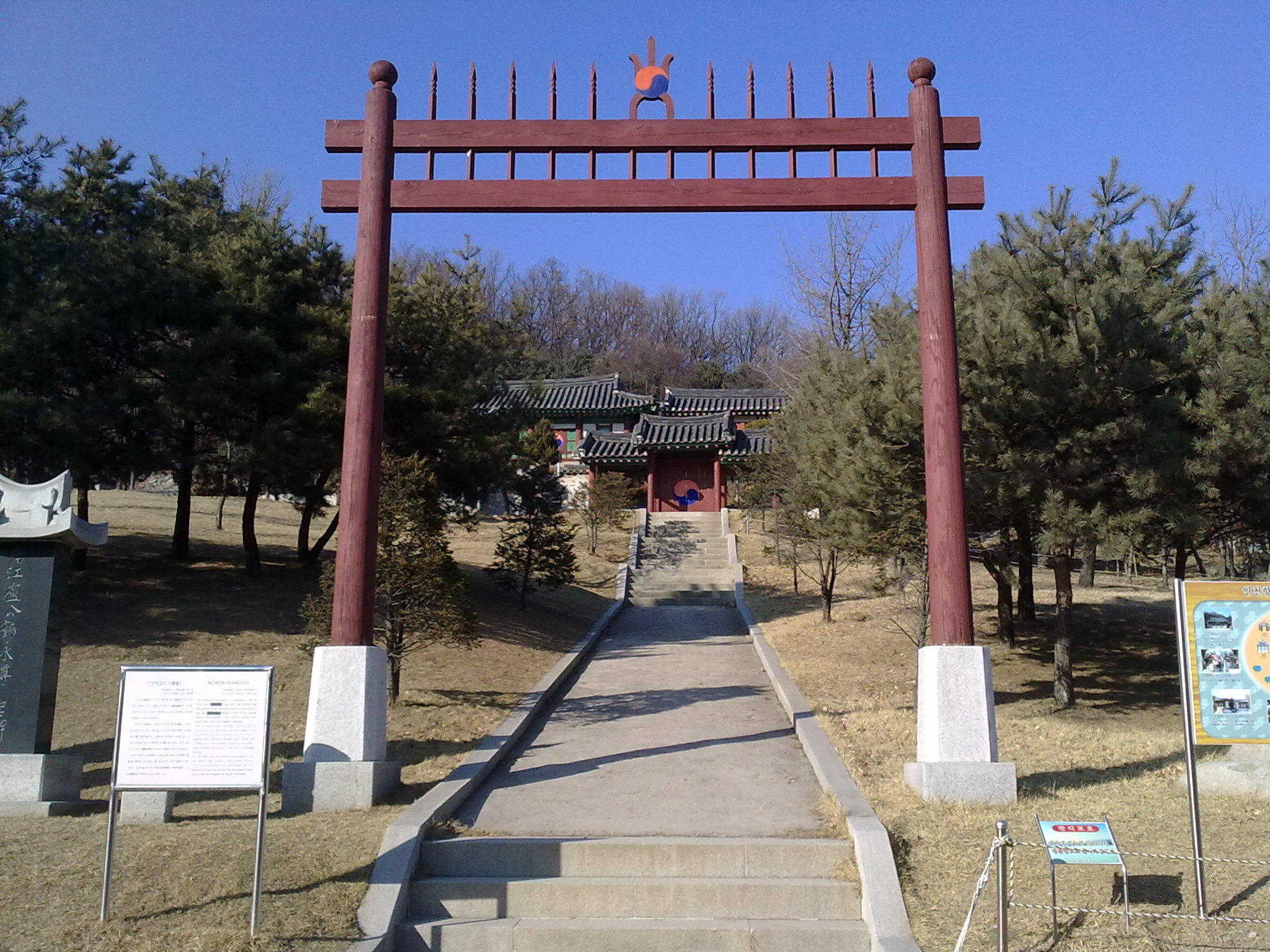
홍전문

## 같이 보기
- 인천향교 앞 비석군 - 인천 미추홀구의 향토문화유산 제3호

## 참고 자료
- 위키미디어 공용에 인천향교 관련 미디어 분류가 있습니다.
- 인천향교 - 국가유산청 국가유산포털